# Le Horla (téléfilm)
Pour les articles homonymes, voir Le Horla (homonymie).
Pour plus de détails, voir Fiche technique et Distribution.
Le Horla est un téléfilm français réalisé en 2022 par Marion Desseigne Ravel sur un scénario d'Olivier Fox, Olivier De Plas et Marion Desseigne Ravel, et diffusé pour la première fois en France le 2 juin 2023 sur Arte.
Cette adaptation contemporaine de la nouvelle fantastique du même nom de Guy Maupassant est une production de CPB Films pour Arte,.
Alexandre Lessertisseur a reçu le prix de la musique originale au Festival TV de Luchon 2023 pour la musique du téléfilm,,,.

## Synopsis
Damien et Nadia, 34 ans, quittent Paris avec Chloé, leur fille de 8 ans, pour s’installer en province. Graphiste pour une boîte d'événementiel, il a négocié un temps plein en télétravail pour suivre sa compagne à qui l'on vient de proposer un poste en présentiel au sein de l’Institut de Recherche Rivière où travaille déjà son amie et collègue Marion, venue s’installer ici quelques années plus tôt. Le couple attend un enfant. Mais derrière ce nouveau départ se cache une sourde menace qui ne tardera pas à faire imploser le bonheur de cette famille en apparence parfaite...

## Fiche technique
- Titre français : Le Horla
- Réalisation : Marion Desseigne Ravel[1],[5],[7]
- Scénario : Olivier Fox, Olivier De Plas et Marion Desseigne Ravel[1],[5]
- Musique : Alexandre Lessertisseur[1],[5],[6]
- Décors : Clémence Pétiniaud
- Costumes : n.c.
- Photographie : Pierre Baboin[1],[5]
- Son : Romain Cadilhac[1],[5]
- Montage : Sarah Turoche[1],[5]
- Production : Iris Strauss[1],[5]
- Sociétés de production : CPB Films[1],[5]
- Pays de production :  France
- Langue originale : français
- Format : couleur
- Genre : Drame, Thriller
- Durée : 90 minutes[1],[7]
- Dates de première diffusion :
  - France : 2 juin 2023 sur Arte[2],[8],[9]

## Distribution
- Bastien Bouillon : Damien
- Mouna Soualem : Nadia, la femme de Damien
- Milla Harbouche : Chloé, la fille de Nadia et de Damien
- Alix Blumberg Dit Fleurmont : Anaïs Pellerin, la « thérapeute »
- Judith Zins : Marion, l'amie du couple
- Guillaume Pottier : Joseph, l'ami du couple, ami de longue date de Damien
- Philippe Du Janerand : M. Attal, le président du conseil syndical de l'immeuble
- Miglen Mirtchev : Bernier, le plombier

## Production

### Genèse et développement
Le scénario est de la main d'Olivier Fox, Olivier De Plas et Marion Desseigne Ravel, et la réalisation est assurée par Marion Desseigne Ravel,.
La production est assurée par Iris Strauss pour CPB Films,.
Marion Desseigne-Ravel resitue le projet dans son contexte : « Nous sortions d'une période où nous avions été bloqués dans nos appartements avec l'impression parfois de devenir un peu fous, et j'ai trouvé que le texte regagnait une actualité par rapport au climat ambiant ».

### Attribution des rôles
Le rôle principal est interprété par Bastien Bouillon, César 2023 du meilleur espoir masculin pour La Nuit du 12 de Dominik Moll. Selon le quotidien La Voix du Nord, « le comédien apporte sa crédibilité à ce personnage désemparé qui verse peu à peu dans la folie, en prise à des épisodes schizophrènes qu’il n’avait jamais connus jusque là ». 
Bastien Bouillon partage l'écran avec Mouna Soualem, une de ses partenaires de jeu dans La Nuit du 12.

### Tournage
En septembre 2022, Tour Lumière, 3 rue Emile Aron 37000 Tours.

## Diffusions et audience
Le téléfilm, diffusé le 2 juin 2023 sur Arte, est regardé par 397 000 téléspectateurs, un score avec lequel la chaîne attire 2,2 % des quatre ans et plus.

## Distinction
- Festival TV de Luchon 2023 : prix de la musique originale pour Alexandre Lessertisseur[3],[4],[5],[6],[11].